# Cabañas Raras
Cabañas Raras es un municipio y lugar español de la provincia de León, en la comunidad autónoma de Castilla y León. Se encuentra situado en la comarca de El Bierzo y cuenta con una población de 1302 habitantes (INE 2024). Es una de las localidades bercianas en las que se conserva la lengua leonesa.

## Toponimia
Antiguamente, la localidad de Cabañas Raras se llamaba Cabañas del Portiel de Don Fernando. Respecto a este topónimo, la palabra Cabañas tendría su origen en que los primeros habitantes del lugar vivían en cabañas de barro, piedra y madera, y que estaban repartidas por todo el pueblo. Cabañas adquirió el nombre de las cabañas de los pastores y la palabra portiel procedía de un puente donde existía un portazgo en la Edad Media y en la Edad Moderna, en el cual se cobraba un impuesto por cruzar y se colocaba una especie de barrera a la que se denominaba puerta, portillo, portiello. Don Fernando es más que probable que fuera debido a que en ese momento, tal y como se puede comprobar en los primeros documentos históricos encontrados sobre el pueblo, el dueño de Cabañas se llamaba Don Fernando.

## Historia

### Edad Antigua
Los primeros vestigios de poblamiento humano en el municipio de Cabañas Raras se datan en época romana, en la que se fecha una calzada que atravesaría el municipio. Esta vía romana, conocida inicialmente como Vía Nova (y posteriormente como Camino Francés o Camino Real), se estima que fue construida entre los años 70 y 80 después de Cristo, y uniría Bracara Augusta (Braga, Portugal) y Asturica Augusta (Astorga), encontrándose en el término de Cabañas dos puentes romanos.[cita requerida]

### Edad Media
En cuanto a la fundación de Cabañas y Cortiguera, esta se dataría en la Edad Media, habiéndose integrado el actual término municipal en el reino de León desde la creación de éste en el año 910. En esta época Cabañas sería un conjunto disperso de cabañas de pastores, que habrían dado nombre al lugar y a la posterior localidad, inicialmente denominada Cabañas del Portiel de Don Fernando, debiendo la palabra portiel a la existencia en el lugar de un puente donde existía el cobro del portazgo en la Edad Media y Moderna. De ese origen disperso de cabañas y barrios quedarían en la actualidad varios barrios de la localidad (como los de Arriba, de Abajo, de la Venta, del Centro, del Agua, de Santa Ana, de los Rubios, de la Malladina, de la Dehesa, del Teso, de la Cogolla, de la Campablanca y del Caserón), si bien otros de ellos ya han desaparecido, como sería el caso de los de Valdelarrosa, Barreirín y El Pradón entre otros.
Ya en la Baja Edad Media, Cabañas formó parte del Señorío de Arganza, dependiente del conde de Lemos, pasando más tarde a los dominios del marqués de Villafranca, en torno al siglo XV. Precisamente en este siglo, con la reducción de ciudades con voto en Cortes a partir de las Cortes de 1425, Cabañas y Cortiguera pasaron a estar representadas por León en las Cortes de la Corona, lo que les hizo formar parte de la provincia de León en la Edad Moderna, situándose dentro de ésta en el partido de Ponferrada.
En 1467 ocurre un hecho histórico en el Señorío de Arganza, al que pertenecía Cabañas, que tuvo como origen la revuelta irmandiña. En este caso, el dueño de Cabañas, Álvaro Sánchez, fue encarcelado en los sótanos del castillo de Ponferrada y mandado a Saedra por el conde de Lemos, quien no solo dio muerte a Álvaro sino que se apoderó de todas las posesiones del señorío, entre las que se encontraba Cabañas. De este modo, el señorío de Arganza estuvo en posesión del conde de Lemos, Pedro Álvarez Osorio, desde 1467 hasta 1483, año en el que murió éste en el castillo de Cornatel. Tras las disputas surgidas para el reparto de su patrimonio, los Reyes Católicos intervinieron para mediar entre los contendientes, optando por repartir la herencia del conde entre sus sucesores. Así, en 1484 las posesiones gallegas y el título de Conde de Lemos correspondieron a Rodrigo, mientras que la herencia leonesa, entre las que estaban Villafranca, Ponferrada y el señorío de Arganza (con Cabañas incluido), correspondieron a Juana Osorio, que tras la venta de Ponferrada a los monarcas en 1486 recibió el título de marquesa de Villafranca, otorgado por los reyes. No obstante, cuando los marqueses de Villafranca se dispusieron a ordenar sus posesiones, pretendían hacerse con el señorío de Arganza (al cual correspondía Cabañas), pero por su parte los descendientes de Álvaro Sánchez también intentaban tomar el control del señorío, por lo que se inició un pleito que duró desde 1489 hasta 1495. Así, el 11 de febrero de 1495, los Reyes Católicos comunicaron que de forma definitiva se les entregase a las herederas de Álvaro Sánchez las tierras del señorío de Arganza, incluido Cabañas. De este modo, el 2 de enero de 1497 se repartió la zona cultivada entre Aldoza Sánchez y Beatriz Sánchez, Señora de Canedo.

### Edad Moderna
En 1494 se tiene conocimiento del primer cura documentado en Cabañas, Andrés Arias de Linares, gracias a una queja que dirige a los Reyes Católicos, diciendo que por justos y derechos títulos, posee quieta y pacíficamente el beneficio de nuestra señora Santa María de las Cabañas y que por la fuerza hay personas que se lo quieren quitar, sin ser él llamado y escuchado en juicio, y si tal cosa sucediese, recibiría mucho daño y perjuicio.
Por otro lado, debido a la adscripción territorial al reino leonés del territorio de Cabañas desde la Alta Edad Media, durante toda la Edad Moderna Cabañas Raras y Cortiguera formaron parte de la jurisdicción del Adelantamiento del reino de León. Asimismo, cabe señalar que en esta época, concretamente en 1495, el escritor alemán Hermann Künig Von Vach, señalaba en una guía para peregrinos alemanes que una de las rutas alternativas del Camino de Santiago pasaba por Cabañas.
Ya en el siglo XVIII, se atestigua el primer documento en el que aparece el nombre de Cabañas Raras, fechado el 20 de julio de 1774, si bien la adopción de la nueva denominación en la documentación oficial no es inmediata ni total, ya que el nombre de Cabañas del Portiel de Don Fernando continúa apareciendo después de esta fecha y durante algún tiempo en cierto número de documentos. El documento que contiene por primera vez la denominación Cabañas Raras es un pleito civil entre Juan Marqués de Brañas, vecino de Cabañas Raras, a quien acusa de usurpar y cultivar una tierra de su propiedad Melchora Jalón, como tutora y cuidadora de su hijo, José María Sánchez de Ulloa, ambos vecinos de Arganza.

### Edad Contemporánea
Finalmente, en la Edad Contemporánea, en 1821 Cabañas Raras fue una de las localidades que pasó a formar parte de la provincia de Villafranca, si bien al perder ésta su estatus provincial al finalizar el Trienio Liberal, en la división de 1833 Cabañas quedó adscrito a la provincia de León, dentro de la Región Leonesa.
Un día especialmente relevante para la historia de Cabañas Raras es el 5 de mayo de 1860, fecha en la que el pueblo y sus habitantes se liberalizaron del Señorío de Arganza. Para ello, tuvieron que hacer frente a un pago de 120 000 reales de vellón, de los que inicialmente apenas pudieron aportar una parte, lo que derivó en un endeudamiento de en torno 100 000 reales, si bien a pesar de la dificultad económica a la cual debían hacer frente, los vecinos de Cabañas pasaron de ser arrendatarios a ser dueños de las tierras que trabajaban.

## Demografía
Cuenta con una población de 1302 habitantes (INE 2024). Las primeras informaciones demográficas que se tienen sobre Cabañas Raras datan de la Edad Moderna. No obstante, no proporcionan datos exactos del número de habitantes, sino de vecinos (viviendas habitadas). Así, se sabe que en el censo de 1561 en Cabañas Raras había 34 vecinos.
| Gráfica de evolución demográfica de Cabañas Raras entre 1842 y 2021                                                   |
| |
| Población de derecho según los censos de población del INE. Población de hecho según los censos de población del INE. |

#### Núcleos de población
El municipio se divide en dos núcleos de población, que poseían la siguiente población en 2017 según el INE.
| Núcleo de población | Población |
| ------------------- | --------- |
| Cabañas Raras       | 904       |
| Cortiguera          | 433       |

## Economía
La mecanización de las tareas agrícolas ha sido una de las claves respecto al cambio que ha vivido en las últimas décadas la estructura productiva del municipio, en el que en los últimos 25 años han descendido en un 70 % el número de empleos dedicados al sector agrario. En sentido contrario, paralelamente se han incrementado los empleos relacionados con el sector servicios y la industria, siendo clave en este último caso la creación del polígono industrial de Cabañas Raras.
Agricultura
El municipio de Cabañas Raras forma parte de la zona de producción de seis productos que sobresalen por su calidad: el vino, la manzana reineta, el pimiento, el botillo, la cecina y la pera. Esta zona es rica en agricultura, con cultivos de frutales, viñas y productos de la huerta. Asimismo, la ganadería también es una fuente importante de ingresos en el municipio.

## Cultura

### Patrimonio
- Plaza del Ayuntamiento.
- Iglesia de Cabañas Raras: destacan los retablos de estilos barroco y rococó.
- Potro: donde antiguamente se limpiaban las res.

### Rutas jacobeas
Cabañas Raras forma parte de la ruta jacobea Camino de Manzanal, así como del Camino Olvidado, tras converger el segundo en Congosto con el primero,[cita requerida] una circunstancia que denota la importancia que este emplazamiento ha tenido a lo largo de la historia, con su inclusión en las vías de tránsito, ya desde épocas romanas.[cita requerida]

### Fiestas
Las fiestas patronales del municipio en honor a Santa Ana se celebran el día 26 de julio. Durante los festejos se puede disfrutar de diversas atracciones y eventos para todo el mundo como juegos para niños, fiestas de espuma, o la chorizada, en la que los asistentes pueden degustar un bocadillo de chorizo típico de El Bierzo acompañado de un vaso de vino, además de las tradicionales verbenas. En Cortiguera (Población que pertenece al municipio de Cabañas Raras) se celebran las fiestas del verano coincidiendo con el Corpus Cristie y las patronales el 11 de noviembre en honor a San Martín.

### Gastronomía
En la gastronomía del municipio de Cabañas Raras, como en toda la comarca berciana, sobresalen el botillo, las empanadas, las carnes, los embutidos del cerdo, diversas conservas como los pimientos asados, frutas de la región (castaña, pera conferencia o manzana reineta) y vinos con Denominación de Origen Bierzo.